# Michael Rada
Michael Rada (Manizales, Caldas, Colombia; 10 de octubre de 1987) es un futbolista colombiano. Juega de delantero y actualmente se desempeña profesionalmente en el Once Caldas de Categoría Primera A.
A finales de 2009 sale del Boyacá Chicó.

## Clubes
| Club             | País     | Año  |
| ---------------- | -------- | ---- |
| Once Caldas      | Colombia | 2006 |
| La Equidad       | Colombia | 2007 |
| Deportes Quindío | Colombia | 2008 |
| Boyacá Chicó     | Colombia | 2009 |
| Millonarios      | Colombia | 2010 |
| Once Caldas      | Colombia | 2012 |